# Hibbertia argentea
Hibbertia argentea är en tvåhjärtbladig växtart som beskrevs av Ernst Gottlieb von Steudel. Hibbertia argentea ingår i släktet Hibbertia och familjen Dilleniaceae. Inga underarter finns listade i Catalogue of Life.